# اوست‌دویین‌کرک
اوست‌دویین‌کرک (به لاتین: Oostduinkerke) یک منطقهٔ مسکونی در بلژیک است که در کوکسیژد واقع شده‌است. اوست‌دویین‌کرک ۸٫۵۳۴ نفر جمعیت دارد.